# 伊萬尼夫齊 (日梅林卡區)
49°6′14″N 27°43′2″E / 49.10389°N 27.71722°E
伊萬尼夫齊（羅馬化：Ivanivtsi）是烏克蘭的村落，位於該國西南部文尼察州，由日梅林卡區負責管轄，始建於1456年，面積27.9平方公里，海拔高度288米，2001年人口1,409，人口密度每平方公里50.55人。